# El Tempisque
El Tempisque är en ort i Mexiko.   Den ligger i kommunen Zapopan och delstaten Jalisco, i den centrala delen av landet, 500 km väster om huvudstaden Mexico City. El Tempisque ligger 1 115 meter över havet och antalet invånare är 104.
Terrängen runt El Tempisque är huvudsakligen kuperad, men åt sydväst är den platt. El Tempisque ligger nere i en dal. Runt El Tempisque är det ganska glesbefolkat, med 30 invånare per kvadratkilometer. Närmaste större samhälle är Guadalajara, 14,1 km sydväst om El Tempisque. I omgivningarna runt El Tempisque växer huvudsakligen savannskog.